# Chiralità (chimica)

Modelli molecolari di due enantiomeri di un generico amminoacido

La chiralità, dal greco χείρ (khéir), "mano",  è la proprietà di un oggetto rigido (o di una disposizione spaziale di punti o atomi) di essere non sovrapponibile alla sua immagine speculare.
In chimica è detta chirale una molecola non sovrapponibile alla propria immagine speculare nelle tre dimensioni. Al contrario, una molecola sovrapponibile alla propria immagine speculare nelle tre dimensioni (tramite rotazioni e traslazioni) è detta achirale.

## Chiralità delle molecole
Esempi macroscopici di oggetti chirali sono una mano - che può essere destra o sinistra - o una vite, che può avere un filetto che ruota in senso orario o antiorario. Un chiodo, invece, possedendo infiniti piani di simmetria lungo la propria lunghezza, è identico e sovrapponibile alla propria immagine speculare, quindi non è chirale.
È frequentissimo commettere l'errore di descrivere la chiralità come proprietà puntuale: non esiste un atomo (o un punto) che sia chirale, bensì la chiralità è una proprietà appartenente alla molecola (o a un oggetto in generale). Ad esempio, citando un caso tipico in chimica organica, un carbonio che porti quattro sostituenti diversi, e faccia parte di una molecola chirale, è correttamente definibile come carbonio stereogenico. In una molecola chirale tutti gli atomi che la costituiscono sono opportunamente definibili "chirotopici".
Una molecola è chirale se tra i suoi elementi di simmetria non vi è alcun asse di rotazione improprio. Due molecole identiche in tutto, salvo l'essere una l'immagine speculare dell'altra tra loro non sovrapponibili, sono dette enantiomeri. Possono essere un esempio di molecole chirali quelle che contengono un atomo di carbonio tetraedrico (ibridato sp³) legato a quattro sostituenti diversi.
A volte però, una molecola contenente più di un atomo di carbonio chirotopico (ad esempio l'acido tartarico) oltre ad ammettere due forme enantiomere, ammette una terza forma achirale (quindi sovrapponibile alla propria immagine speculare), detta forma "meso" e la si indica col prefisso "meso-".

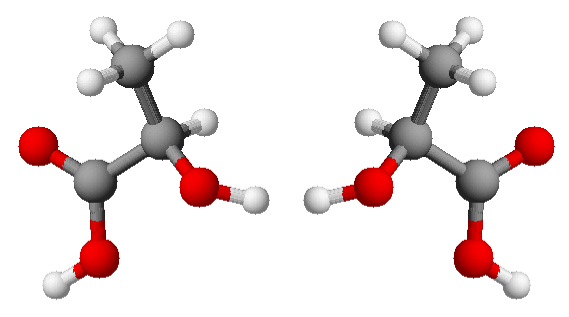
Modelli molecolari dei due enantiomeri dell'acido lattico

Esempi di molecole chirali che non presentano stereocentri sono gli eliceni.

## Proprietà delle molecole chirali
Due molecole tra di loro enantiomere possiedono le medesime proprietà fisiche tranne il potere rotatorio della luce polarizzata (identico per intensità, ma opposto di segno per ognuna di esse) e mostrano lo stesso comportamento chimico nei confronti di sostanze non chirali. Diversa è invece la loro interazione chimica nei confronti delle altre molecole chirali (esattamente come una mano destra, stringendo un'altra mano riesce a distinguere una mano destra da una sinistra) in quelle reazioni che vengono dette stereospecifiche.
Una miscela 1:1 di due enantiomeri viene detta racemo. La miscela dei due enantiomeri non ha le stesse proprietà dell'enantiomero puro, ad esempio varia il punto di fusione che raggiunge il minimo o, a volte, il massimo, in corrispondenza del racemo. Questo deriva dalla diversa organizzazione delle molecole nel cristallo e può essere ricondotto all'esempio in cui una mano, stringendone un'altra riconosce se è la destra o la sinistra.
Nella quasi totalità gli organismi biologici producono un solo enantiomero di una molecola chirale. Spesso nei sistemi viventi solo uno dei due enantiomeri di una coppia viene coinvolto nei cicli metabolici mentre l'altro viene ignorato o può addirittura esercitare effetti dannosi. Alcuni esempi:
- Nel caso dell'acido lattico in figura, l'enantiomero che si forma nei muscoli in seguito a sforzo è solo il secondo dei due, l'acido (S)-(+)-lattico detto anche acido (L)-(+)-lattico.
- L'amido e la cellulosa sono entrambi dei polimeri del glucosio, ma l'organismo umano riesce ad assimilare solo l'amido in cui i legami tra le molecole di glucosio sono del tipo α(1→4) glicosidici e non la cellulosa in cui tali legami sono β(1→4) glicosidici. Nel caso delle tarme invece succede il contrario.
- Di tutti gli aminoacidi, solo gli L-aminoacidi sono quasi esclusivamente utilizzati dagli organismi viventi per la sintesi proteica.
- La talidomide venne introdotta in Europa nel 1957 come sedativo e antiemetico, salvo essere ritirata quattro anni più tardi in seguito al manifestarsi di numerosi casi di malformazioni agli arti a danno dei neonati le cui madri assunsero questo farmaco per curare l'emesi gravidica. Alcuni studi suggeriscono che l'attività ipnotica sia legata all'enantiomero (R), mentre l'(S) è un teratogeno;[7] sta di fatto che anche se si utilizzasse solo l'isomero (R), questo verrebbe convertito dal metabolismo nella forma (S).

Nel 2023 grazie a un laser a elettroni liberi e ai suoi impulsi polarizzati circolarmente, intensi e di breve durata, è stata osservata per la prima volta la variazione nel tempo della chiralità di una molecola con un dettaglio senza precedenti, che è arrivato a evidenziare il contributo dei singoli atomi a tale proprietà.